# Marco Oppedisano

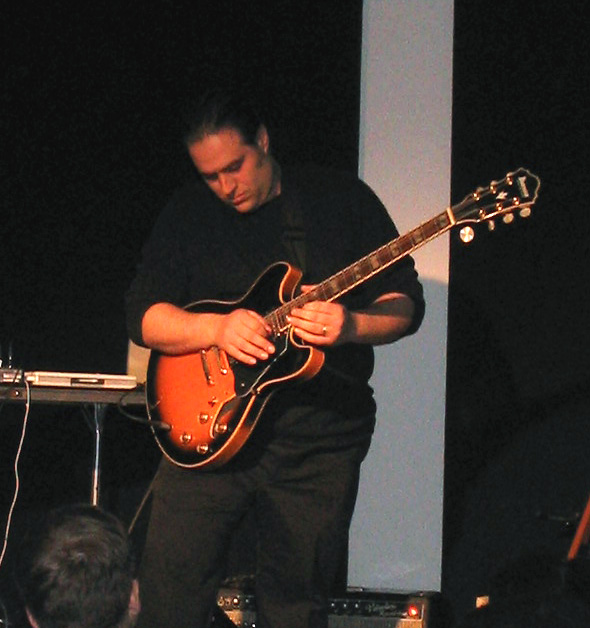
Marco Oppedisano (2007)

Marco Oppedisano (* 20. November 1971 in Brooklyn) ist ein US-amerikanischer Komponist und Gitarrist.
Oppedisano begann im Alter von zwölf Jahren Gitarre zu spielen und studierte klassische Gitarre bei Michael Cedric Smith. Danach studierte er Komposition am Brooklyn College und am Queens College bei Noah Creshevsky, Charles Dodge, Tania León, Thea Musgrave und Henry Weinberg.
Zwischen 1999 und 2002 komponierte er als Gast des Brooklyn College und der City University of New York eine Reihe von Stücken für elektrische Gitarre nach Dante Alighieris Göttlicher Komödie. 2001 entstand Movement für Sologitarre und Frozen Tears für Gitarre und Bass. Weitere Werke komponierte Oppedisano für das Fireworks Ensemble, das Glass Farm Ensemble, Morris Lang und das The Brooklyn College Percussion Ensemble, das portugiesische Zyryab-Gitarrenquartett und die Gitarristen Oren Fader und Kevin R. Gallagher.
Als Gitarrist spielt Oppedisano Werke für elektrische Gitarre solo und für elektrische Gitarre und CD-Playback u. a. von Glenn Branca. Mit Tom Buckner nahm er Noah Creshevsky elektroakustische Komposition Hoodlum Priest auf. Sein Debütalbum Electroacoustic Compositions for Electric Guitar erschien 2007, ein weiteres Album unter dem Titel Mechanical Uprising veröffentlichte er 2009. Mit David Lee Myers spielte er 2008 eine CD ein.